# Anna Leska
Anna Leska, také Leska-Daabová (14. listopadu 1910 - 21. ledna 1998), byla polská pilotka, která měla oprávnění pro létání na kluzácích, balónech a letounech. Byla jednou ze dvou prvních polských pilotek, které se připojily k British Air Transport Auxiliary; druhou byla Stefania Wojtulanis-Karpińska.

## Život
Anna Leska se narodila 14. listopadu 1910 Marii Martě (rozené Olszyńské) (1886-1949) a Juliuszi Stanisławu Natanson-Leskimu (1884-1953). Její otec byl inženýr a průkopník polského zbrojního průmyslu. Její mladší bratr byl plukovník letectva Kazimierz Leski, krycí jméno „Bradl“, zpravodajský důstojník v Polské domácí armádě. Maturitní zkoušku složila ve Varšavě v roce 1927.
Od svých osmnácti let trénovala pilotování kluzáků, horkovzdušných balónů a letadel ve Varšavském aeroklubu a Aeroklubu Pomorski (Pomořanský aeroklub), nakonec získala licenci pilota kluzáků A a B a kvalifikovala se jako pilot balónů. Od roku 1938 byla členkou varšavského aeroklubu.

### 2. světová válka
V září 1939 byla povolána na pomocnou vojenskou službu, jmenována podporučíkem a zařazena do štábní perutě Velitelství letectva Eskadry Sztabowej Dowództwa Lotnictwa. 22. září 1939 se Anně Lesce podařilo uniknout v letadle RWD-13 z Němci kontrolovaného letiště v Okęcie, odkud byla svědkem bombardování Varšavy. Polský letoun byl ukryt v okolních lesích a byl maskován mezi stromy. Piloti byli instruováni, aby mezi nálety přesunuli letadla z lesa a rychle vzlétli, aniž by čekali na zahřátí motoru. Anna Leska později popsala svůj únikový let jako „vzlet z nevykopaného bramborového pole“.
Přes Rumunsko a Francii se dostala do Spojeného království, kde se snažila stát se členkou British Air Transport Auxiliary (ATA). ATA vyžadovala od žadatelů, aby měli odlétáno alespoň 250 samostatných letových hodin, ale Anna Leska byla nově kvalifikovaná pilotka, která nalétala v polské zářijové kampani pouhých 30 hodin. Později řekla „samozřejmě, že jsem lhala a přiznala se k asi 250 hodinám“. Dne 1. ledna 1941, po výcviku a složení zkoušek, se stala pilotní důstojnicí v řadách Air Transport Auxiliary. Byla 28. ženou přijatou do ATA a první Polkou po boku Stefanie Wojtulanis-Karpińske.
Od počátku roku 1941 pilotovala letadla z továren a opraváren na polní letiště a účastnila se přesunů létajících zařízení. Často pilotovali bombardéry a dodávali je z továrních letišť na letiště bombardovacích perutí po celém Spojeném království. "Většina [letkyň] byly Angličanky, 27 Američanek, stejně jako Kanaďanky, Novozélanďanky, jihoafrické pilotky, malý počet Holanďanek a jen tři z nás Poláků," připomněla Stefania Wojtulanis-Karpińska, jedna z prvních zahraničních pilotek v ATA (třetí polskou pilotkou byla Jadwiga Piłsudska, dcera polského politika Józefa Piłsudského). Anna Leska sloužila v ATA od 6. ledna 1941 do 30. listopadu 1945, byl povýšena na pilotního prvního důstojníka. Na jaře 1943 byla jmenována Flight Leader a dohlížela na osm pilotek, pět Britek, jednu Chilanku, jednu Argentinku a jednu Američanku. Během té doby Anna Leska působila na základnách ATA v Hatfieldu a Hamble. Převezla 1295 letadel 93 typů včetně létajících člunů a 557 Spitfirů. Měla celkem 1241 nalétaných hodin. Spolu s dalšími pilotkami byla Anna Leska vyfotografována pro reklamní účely, včetně záběru v kokpitu Spitfiru ve White Waltham, který pořídil fotograf Lee Miller a který byl publikován britským Vogue v červnu 1942.

### Život po válce
Anna Leska se v roce 1947 provdala za kapitána pilota Mieczysława Daaba z 301. perutě v Británii. V roce 1977 se Leska-Daabová a její manžel natrvalo vrátili do Polska. Později působila ve Warszawskim Klubie Seniorów Lotnictwa (Varšavský seniorský letecký klub).